# Sláva Vorlová
Sláva Vorlová, née le 15 mars 1894 à Náchod et morte le 24 août 1973 à Prague, est une compositrice tchèque. Elle a également utilisé le pseudonyme Mira Kord.

## Biographie
Miroslava Johnová naît le 15 mars 1894 à Náchod. Du côté maternel, elle est la petite-fille du regenschori Bedřich Schmied de Kuks. Son père Rudolf John, horloger, orfèvre et conseiller municipal de Náchod, a encouragé la création d'une fanfare municipale dans les années 1890. La première éducation musicale de Sláva Vorlová a été donnée par sa mère Emílie Johnová qui était chanteuse et pianiste, et qui lui a enseigné le piano dès l'âge de 6 ans. Dès l'âge de 13 ans, Sláva Vorlová chante dans le groupe Hron de Náchod. Elle n'a pas terminé ses études au lycée de Náchod. En 1911, après avoir réussi les examens d'entrée, elle étudie le chant avec Rosa Papier et le piano avec Springer à l'Académie de musique de Vienne. Cependant, la perte de sa voix due à une tuberculose héréditaire l'oblige à abandonner ses études au bout d'un an. En 1915, après s'être rétablie, elle s'installe à Prague pour étudier en privé le piano avec Václav Štěpán et la composition avec Vítězslav Novák. En 1918, elle passe les examens d'État de piano, de chant, de direction de chœur et de pédagogie musicale, puis travaille brièvement comme professeur de piano à Náchod. 
En 1919, elle épouse l'homme d'affaires Rudolf Vorel (dont elle adopte le nom sous sa forme tchèque, Vorlová), elle interrompt son activité musicale et travaille quinze ans dans son entreprise « Vorel, fabrique de chapeaux pour dames, Prague ».
Dès le début des années 1930, elle organise avec son mari des soirées musicales privées dans la villa familiale dans le quartier résidentiel de Barrandov, au Skalní 8, auxquelles participent des personnalités de la vie musicale pragoise de l'époque (Quatuor Ondříček, Jaroslav Řídký, Karel Hoffmann, Alois Hába, Miloš Sádlo, František Maxián, Jan Panenka, Josef Páleníček, B. A. Wiedermann, etc.). D'autres amis (Antonín Seeman, Karel Sušický, Jiří et Eugen Podubecký) forment le « Quatuor Barrandov ».
En 1933, elle se remet à composer produisant un quatuor à cordes « Bezkydy » op. 1, écrit pour le Quatuor Ondříček, puis poursuit ses études de composition en privé l'année suivante avec Jaroslav Řídký (composition) et František Maxián (piano) au Conservatoire de Prague. A partir de cette periode, ses œuvres commencent à être considérées comme valables.
Alors que l'œuvre de Vorlová dans la seconde moitié des années 1930 était remplie de compositions de chambre et de chansons plus intimes, des thèmes patriotiques et une tentative d'exprimer l'espoir de la libération ont fait leur apparition dans ses œuvres pendant l'occupation allemande de la République tchèque. Ces caractéristiques se sont manifestées, par exemple, dans la cantate Maličká země (Petit pays, 1941-1942) ou dans le cycle de chœurs de femmes Bílá oblaka (Nuages blancs), utilisant les souches cachées de l'hymne national tchèque. Certaines de ces œuvres composées pendant la seconde guerre mondiale, comme la cantate Maličká země (Petit pays), ont contribué à la résistance tchèque. Pendant l'occupation nazie de la République tchèque, Vorlová et son mari se sont engagés dans la résistance. Au cours de l'insurrection de Prague début mai 1945, Vorlová assiste à l'exécution de son mari par un commando SS, une expérience très traumatisante pour elle. Après une période de convalescence à Jeseník, elle suivit à nouveau la classe de composition de Řídký à l'école des maîtres au Conservatoire de Prague et en sort diplômée (1945-1948). Elle termine en 1948 sa convalescence avec la Symphonie  op. 18 dédiée à Jan Masaryk. C'est à cette époque qu'elle fait la connaissance de l'écrivain et critique musical Karel Vladimír Hloch qui, sous le pseudonyme de V. H. Roklan, deviendra son principal librettiste et, plus tard, son second mari. 
Après la fin de la guerre, certaines compositions du compositeur ont réussi à pénétrer à l'étranger : Nonet in F major, op. 10 joué à Radio Beromünster en Suisse en 1946, Trois chants, Op. 4 joué à Bruxelles en 1947. Après 1948, Sláva Vorlová se consacre exclusivement à la composition. 
Après l'arrivée du communisme dans les années 1950, pour ne pas se voir imposer les contraintes des créations du régime, elle utilise en réalisations communes avec V. H. Roklan les chants populaires et les thèmes historiques dans ses œuvres, tels l'épopée symphonique les chants de Gondwana, la suite orchestrale Božena Němcová, et surtout dans ses opéras Zlaté ptáče (L'oiseau d'or, 1949–1950), Rozmarýnka (1952–1953) et Náchodská kasace (1955) et aussi les inspirations folkloriques (  Slovácký Concerto pour alto et orchestre, Doudlebské tance, etc.) ; elle écrit également de nombreux concertos instrumentaux  à cette époque. Elle compose aussi des pièces dans un style jazz (sous le pseudonyme de Mira Cord) pour essayer de gagner de l'argent mais elles ne seront jamais jouées.
Elle est la première compositrice tchèque moderne à écrire des concertos pour trompette et clarinette basse. Le Concerto pour clarinette basse et cordes, op. 50 (1961), est le premier concerto pour cet instrument dans la littérature musicale mondiale.
Ses œuvres tardives utilisent des techniques modernes sans sacrifier la sonorité et le charme mélodique. À la suggestion du clarinettiste basse Josef Horák, elle tente une composition aléatoire (Drôleries basclarinettiques, op. 63). Sur la base du livre de Walter B. Gibson The Magic of Numbers et de l'étude d'Eduard Herzog The Complete Index of All-Interval Twelve-Tone Series, elle a ensuite développé sa propre méthode de composition sérielle numérologique, qu'elle a utilisée, par exemple, dans ses propres compositions. Elle a utilisé cette méthode dans ses propres compositions, par exemple dans l'œuvre symphonique Bhukhar (Oiseaux fébriles), op. 67 (1965) composant une de ses meilleures œuvres, dans Polarisations pour orchestre de harpes et percussions, op. 84, dans les œuvres de chambre Spectra, op. 86, Esoterica, op. 87, et dans le quintette de cuivres « 6 for 5 », op. 71, commandé par le Los Angeles Brass Quintet, etc.
Elle est meurt d'un cancer à Prague, à l'âge de 79 ans, le 24 août 1973,,. Son héritage est conservé au Musée tchèque de la musique (České muzeum hudby) à Prague.

## Prix et récompenses
Après la Seconde Guerre mondiale, Sláva Vorlová a reçu la distinction de la ville de Prague pour sa cantate Maličká země, dans laquelle on peut voir des indices de patriotisme, à savoir l'hymne national et le chant choral.
Elle a remporté le prix HAU 1953 pour Trois danses tchèques, op. 29.
Le 22 avril 1959, le président de la République tchécoslovaque lui a décerné un prix pour son travail exceptionnel.
En 1962, elle obtient une troisième place à l'Osvetový ústav de Bratislava pour la pièce Malinierky, neufs chants pour chœur de femmes, op. 51.
En 1971, l'orchestre symphonique du centre culturel de Náchod a été rebaptisé orchestre de chambre Sláva Vorlová en sa mémoire.

## Œuvres
Vorlová a composé un grand nombre d'œuvres, dont des opéras, des pièces pour orchestre et des chansons de jazz. Plusieurs de ses compositions ont été enregistrées.

### Opéras
Livrets principalement de V. H. Roklan.
- Zlaté ptáče (L'oiseau d'or), op. 27, (1949–1950)
- Rozmarýnka, op. 30, (d'après Vítězslav Hálek, 1952–1953)
- Náchodská kasace, op. 37, (d'après Alois Jirásek, 1955)
- La femme de Hajník, op. 38 (d'après Pavol Országh Hviezdoslav, 1956)
- Deux mondes, op. 45, (1958)

### Musique symphonique
- Symphonie pour grand orchestre, op. 18 (1948) ; dédié à Jan Masaryk[1]
- Tango cantabile pour voix alto et orchestre, op.  23 (avec chant)
- Božena Němcová, op. 24, (suite orchestrale, 1952)
- Ouverture symphonique FOK, op. 25 (1951)
- Trois danses tchèques, op. 29 (1953)
- Doudlebské tance, op. 36 (1954)
- Memento. Experiment symphonic., op. 43 (1957)
- Durynské tance (Danses de Thuringe), op. 44 (1957)
- Kybernetické studie (études cybernétiques), op. 56 (1961)
- Bhukhar (Oiseaux fébriles) pour orchestre symphonique (1965)
- Perspectives sur des paroles de V. H. Roklan (Karel Vladimír Hloch) pour narrateur et orchestre, op. 90 (1971)

### Musique concertante
- Fantaisie pour violoncelle et orchestre, op. 6 (1940)
- Concerto pastoral pour hautbois et orchestre, op. 28(1952)
- Concerto en la mineur pour trompette, op. 31 (1953)
- Slovácký koncert (Concerto slovaque) pour alto et orchestre, op. 35 (1954)
- Concerto en ré mineur pour clarinette, op. 41 (1956)
- Concerto pour flûte et orchestre, op. 48 (1959)
- Concerto pour clarinette basse et orchestre à cordes, op. 50 (1961)
- Double Concerto pour hautbois et harpe avec orchestre, op. 59 (1963)
- Émergence pour violon et orchestre, op. 92 (1972)

### Cantates
- Maličká země (Un petit pays) - Cantate d'après ses propres paroles pour solistes, chœur et orchestre, op. 7 (1941–42)
- Zpěvy Gondwany (Chants de Gondwana) - Épopée symphonique sur des paroles de V. H. Roklan (Karel Vladimír Hloch) et Emanuel Lešehrad pour solistes, chœur et orchestre, op. 19 (1949)
- My, lidé 20. století - ode symphonique pour voix d'enfants, chœur et orchestre, op. 46 (1959)
- Magellan de l'espace - oratorio moderne sur des paroles de V. H. Roklan (Karel Vladimír Hloch) pour solistes, voix d'enfants, chœur et orchestre, op. 49 (1960)

### Musique de chambre
- Bezkydy pour quatuor à cordes, op. 1 (1933)
- Thema con variazioni, op. 3 (1938)
- Quatuor à cordes no 2, op. 5 (1939)
- Cinq bagatelles pour violoncelle et piano, op. 15 (1947)
- Nonet F-dur op. 20 (1940)
- Variations mélodiques pour quatuor à cordes, op. 22 (1950)
- Fantaisie sur une chanson folklorique du XVe siècle pour violon solo, op. 33 (1953)
- Pantumes pour harpe solo, op. 47 (1959)
- Miniature pour clarinette basse (ou basson) et piano, op. 55 (1962)
- Serenata Desta, op. 58, trio pour flûte, clarinette et piano (1962)
- Sonáta lyrica a tre pour violon, alto et guitare, op. 62 (1964)
- Variations sur un thème de Haendel[6] pour clarinette basse et piano, op. 68 (1965) à l'attention  de Josef Horák
- Spectra, trio pour clarinette, violoncelle et piano (1970)

### Musique soliste
- Fantasie na lidovou píseň z XV. století (Fantaisie sur une chanson folklorique tchèque du XVe siècle) pour alto seul, op. 33 (1953)
- Paraphrases sur des chants hussites pour piano, op. 34 (1953)
- Drôleries basclarinettiques pour clarinette basse, op. 63 (1964)
- Il fauno danzante pour clarinette basse, op. 66 (1965)

### Mélodies
- Trois chansons, op. 2 (1935)
- Trois chansons, op. 4 (1939)
- Bílá oblaka (Nuages blancs), Cycle de dix mélodies pour chœur de femmes et orchestre, op. 8 (1942–43)
- Stesk, op. 13 (1946)
- Trois chansons, op. 14 (1947)
- O lásce, op. 17 (1947)
- Srdce cikánovo, op. 52 (1961)
- Chansons tziganes, op. 53 (1961)
- Abeceda (pour deux voix et piano), op. 91

### Musique militaire
- The dear little moon op. 39 (de Karla Hynka Máchy, 1956)
- The gift of song, op. 40 (1956)
- Imanence, op. 88 – publié sur disque gramophone par Supraphon